# Gold Record
A Gold Record egy 1997-ben alakult magyar kiadó és menedzsment cég.

## Történet
Az első évben a Gold Record popzenei menedzsmentként működött. A kiadó nevéhez ebben az időben a Baby Sisters, Alexa és az Emberek produkciók elindítása és működtetése fűződött.
A profil folyamatosan bővült, további együttesek kizárólagos műsorszervezését vállalták fel. Ekkor szerződött a Roy & Ádámmal, a VIP-vel, és több előadóval, például a többszörös platinalemezes Fiesta együttessel. 2004-ben már önálló, a Mahasz és a BIEM-IFPI tagjaként működő hanglemezkiadóként jelentek meg kiadványaik.
2008-10 között több sikeres tini előadóval dolgoztak együtt, például az aranylemezes Lolával, SP-vel, és Fluorral, akivel a Hip Hop újra sikerműfajjá vált.
2010-ben az X-Faktor előadóinak menedzsmenti és booking cége lett. Elindították Takács Nikolas és Wolf Kati karrierjét.
2013-ban elindult a Rebel Music label, ahol a rock és fesztivál zenekaroknak adnak  kiadói és menedzsmenti szolgáltatásokat. A Gold Recordhoz fűződik a Honeybeast, Blahalouisiana, fish!, Supernem, Magashegyi Underground, The Biebers is.

## Jelenlegi előadók
- Alee
- Blahalouisiana
- ByeAlex
- Caramel
- Carson Coma
- Dirty LED Light Crew
- Fish!
- Fricska
- Ham Ko Ham
- Honeybeast
- Hősök (együttes)
- Irigy Hónaljmirigy
- Liza
- Lombos úr
- Lóci játszik
- Margaret Island
- Maszkura és a tücsökraj
- New Level Empire
- Opitz Barbara
- Paulina
- Pilvaker
- Supernem
- The Biebers
- The Carbonfools
- Manuel

## Korábbi előadók
- Brasch Bence
- Children of Distance
- Cloud 9+
- Créme de la Pop
- Diaz
- FACE'N'BASE
- Fekete Dávid
- Fluor Tomi
- Gáspár Laci
- Headbengs
- Herceg Dávid
- Horányi Juli
- Ivan & The Parazol
- Ív
- Janicsák Veca
- Keresztes Ildikó
- Koalabell
- Kocsis Tibor (énekes)
- John The Valiant
- Lola
- Matiné zenekar
- Magashegyi Underground
- Mocsok 1 Kölykök
- Németh Róbert
- Nils
- Oláh Gergő (énekes)
- Puskás Peti
- Roma Soul
- Soerii & Poolek
- Sounda
- Sugarloaf
- Szabyest
- Szűcs Judith
- Tóth Andi
- Tóth Gabi
- SP
- UFO UpDaTe
- The Luckies

## További információ
- Hivatalos honlap